# 多明尼加花鱂
多明尼加花鱂，為輻鰭魚綱鯉齒目鯉齒亞目花鳉科的其中一種，分布於中美洲多明尼加的淡水流域，屬雜食性，生活習性不明。

## 擴展閱讀
維基物種上的相關：多明尼加花鱂